# ديفيد وليامز (لاعب كرة قاعدة)
ديفيد وليامز (بالإنجليزية: Dave Williams)‏ هو لاعب كرة قاعدة أمريكي، ولد في 12 مارس 1979 في أنكوريج في الولايات المتحدة.

## وصلات خارجية
- ديف وليامز على موقع دوري كرة القاعدة الرئيسي (الإنجليزية)
- ديف وليامز على موقع الدوري الياباني لكرة القاعدة (الإنجليزية)
- ديف وليامز على موقعبيزبول رفرنس.كوم (الدوري الرئيسي) (الإنجليزية)
- ديف وليامز على موقع إي إس بي إن.كوم (أم.أل.بي) (الإنجليزية)
- ديف وليامز على موقع مشجعي الرسوم البيانية (الإنجليزية)